# Валлі Дрессель
Валлі Дрессель (нім. Waltraud Dressel, 3 червня 1893 — 10 червня 1940) — німецька плавчиня.
Учасниця Олімпійських Ігор 1912 року.